# Санкции Лиги Наций
Санкции Лиги Наций представляли собой совокупность принудительных мер, которые применяют государства - члены Лиги к другому государству, которое применило вооруженную силу вопреки обязательствам, принятым в Уставе Лиги Наций.
После окончания Первой мировой войны создание Лиги Наций означало появление первого институционального механизма, призванного содействовать развитию обеспечения коллективной безопасности в целом и института принуждения в частности.
Таким образом, система поддержания международного мира и безопасности, наряду со средствами самопомощи, дополнялась ещё одной формой — системой коллективной безопасности. Именно в Уставе Лиги Наций впервые появился термин санкции в понимании, приближенном к современному. Так, статья 16 Устава Лиги Наций предусматривала, что в случае обращения к войне любым членом Лиги вопреки положениям Устава другие члены Лиги «обязуются немедленно расторгнуть с ним все торговые или финансовые отношения».
Статья 16 Устава Лиги Наций отличается неясностью и неполнотой. Эта статья подвергалась тщательному обсуждению во многих органах Лиги и много раз комментировалась и дополнялась Международной комиссией блокады, которая была призвана изучить вопросы применения санкций.
Анализ применения санкций Лигой Наций указывает на несовершенство такой системы применения санкций, которая нуждалась в значительных коррективах.